# Йонатан Хасмоней
Йонатан Хасмоней (* ? — † 143 до н. е., похований у Модіїні) — молодший син Маттафії Хасмонея, активний учасник повстання Макавеїв, після смерті брата Юди 161 року до н. е. став первосвящеником і вождем повстанців. Його арамейське ім'я передається грецькою — Апфус (грец. Ἀπφοῦς) — дипломат, обмінювач.

## Життєпис

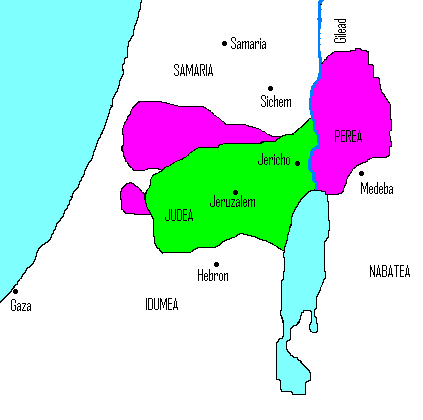
Юдея за часів Йонатана Хасмонея
Стан на 160 р. до н. е.
Завойовані території

Маттафія Хасмоней походив з когенів був одним з організаторів повстання проти Селевкідів, однак помер в 167 році до н. е. на самому початку повстання. Його справу продовжили п'ятеро синів, включаючи молодшого Йонатана. Ватажком повстання став Юда.
Йонатан служив під командуванням старшого брата і брав активну участь у боях проти армії Селевкідів. У 161 році до н. е. Юда був убитий в битві при Еласі.
Після загибелі брата Йонатан очолив повстання. Він зумів скористатися розбіжностями в імперії Селевкідів між претендентами на престол. Балансуючи між Деметрієм I Сотером та Александром I Баласом, а згодом між Деметрієм II Нікатором та Діодотом Трифоном, Йонатан став первосвящеником і правителем Юдеї.
Надалі зміцнення Юдеї під керівництвом Йонатана викликало побоювання Діодота Трифона, який хитрістю захопив Йонатана під час зустрічі з ним в Акко, а після його невдалої спроби взяти Єрусалим — стратив.
Відомо, що у Йонатана була дочка, яка вийшла заміж за юдея з відомого священницького роду Матфія Ефлієва. Їх праправнуком був видатний юдейський історик Йосип Флавій.